# Cyberpunk 2020
Cyberpunk 2020 è un gioco di ruolo di ambientazione cyberpunk pubblicato originariamente dalla R. Talsorian Games e in Italia dalla Stratelibri. Generalmente ci si riferisce al gioco con il nome della seconda edizione della serie, in modo da distinguerlo dal genere di appartenenza.
L'ambientazione è stata concessa in licenza due volte per giochi di carte collezionabili. La prima volta per il gioco Netrunner di Richard Garfield pubblicato dalla Wizards of the Coast nel 1996 e quindi per il Cyberpunk CCG pubblicato dalla Social Games.

## Generalità
Basato sulle opere degli scrittori William Gibson, Bruce Sterling ed altri del movimento cyberpunk o "mirrorshades", il gioco vuole essere indirizzato ad enfatizzare più lo stile che la sostanza, in quella che può essere considerata una maniera distintiva degli anni ottanta. La cronologia storica dell'ambientazione identifica chiaramente l'età in cui è stato scritto il gioco, anteriore alla dissoluzione dell'Unione Sovietica (di cui tuttavia si dà conto nella cronologia della versione italiana). Inoltre alcuni aspetti della vita del XXI secolo (come l'elevata tecnologia della rete telematica e la modesta diffusione della telefonia cellulare) presentano aspetti notevolmente divergenti rispetto alla tendenza attuale.
Il gioco tende ad enfatizzare di più alcuni aspetti dell'ambientazione di ispirazione rispetto ad altri. Cyberpunk 2020 pone l'accento sull'aspetto estremo e grottesco di queste ambientazioni piuttosto che sulla riflessione sociologica presente in molte delle opere di questo genere, ma non trascura gli aspetti psicologici conseguenti alla disumanizzazione degli individui in una società sempre più cibernetizzata. Inoltre, molta attenzione viene data al combattimento, alle armi ad alta tecnologia, agli innesti cibernetici ed al cyberspazio (una rete telematica globale chiamata Rete, un mondo parallelo rischioso non meno del mondo reale). Nella Rete gli hacker, chiamati netrunner, si confrontano con le difese telematiche dei sistemi aggrediti, con le IA (intelligenze artificiali) poste a guardia dei medesimi e coi loro rivali umani. Viceversa viene in certa misura scoraggiato l'uso di droghe - concepite per uso ricreativo o per migliorare le prestazioni - da parte dei personaggi giocanti; l'uso della clonazione ricopre un ruolo marginale ed è menzionato soltanto di sfuggita.
Il gioco si snoda particolarmente sulla frenesia dell'ambientazione e sul fatto che i personaggi siano sempre edgerunners, ovvero corridori "sul filo del rasoio", sovente ricercati da potenti individui facenti capo a spietate megacorporazioni. In un'epoca in cui il potere dei governi centrali si indebolisce sempre più, le corporazioni sono vere padrone del mondo, capaci di scatenare guerre e regolare ogni aspetto dei mercati, i giocatori trovano spunto per collaborare o scontrarsi in un mondo irto di pericoli, dove feroci bande di assassini rivendicano la loro porzione di sangue negli sprawl, le sterminate periferie delle megalopoli americane, dove milioni di diseredati lottano ogni giorno per la loro sopravvivenza.

## Regolamento
I tipi di personaggi interpretabili possono andare dal mercenario cyberpotenziato, dotato di armi collegate neurologicamente e riflessi potenziati, al corporativo yuppie in completo firmato Armani in grado di cancellare intere economie nazionali con un colpo di penna, al netrunner dotato di interfacce neurali con le quali infiltrarsi in ogni sistema informatico, al poliziotto costretto a fronteggiare da solo una criminalità efferata e senza freni. È possibile anche impersonare un Rocker in grado di raccogliere folle sterminate di fan osannanti o un Nomade, girovago che basa la propria sopravvivenza sui rapporti di collaborazione e di parentela. Altre classi possibili sono il tecnico, "smanettone" tuttofare o medico esperto in cibernetica, il reporter televisivo o il Solitario, super-esperto nell'uso delle armi e nel combattimento a mani nude.
Il sistema di regole, tuttavia è abbastanza versatile da permettere di creare classi personalizzate, come ad esempio il politico (prendendo elementi sia del Rocker sia del Corporativo). Nei supplementi al manuale base ci sono regole per queste classi "non standard".
Il sistema di regole base di Cyberpunk 2020 (chiamato Interlock system) è basato sulle abilità invece che sui livelli di esperienza. I giocatori devono scegliere per il proprio personaggio una classe tra quelle proposte, che prevede un'abilità preclusa alle altre classi; gli stessi personaggi possono poi essere personalizzati assegnando un ammontare di punti nelle abilità professionali (una lista di abilità connaturate alla classe del personaggio) e un altro ammontare di punti - minore del precedente - nelle abilità opzionali (qualsiasi abilità non compresa nella prima lista, eccezion fatta per le abilità esclusive sopra citate). Al termine delle avventure ai giocatori vengono assegnati punti da spendere per incrementare le abilità dei personaggi.
Una gran parte del sistema è inoltre dedicata alla possibilità dei personaggi di potenziarsi con cybertecnologia: ciò che provoca una conseguente perdita di empatia dovuta alla progressiva disumanizzazione del personaggio. Ogni nuovo miglioramento aggiunto diminuisce il valore di umanità del personaggio in misura direttamente proporzionale al relativo impatto psicologico. Man mano che l'empatia diminuisce il personaggio trova sempre più difficile relazionarsi con le persone, è a suo agio solo con le macchine; finché, quando la sua empatia raggiunge lo zero, diventa totalmente intollerante verso gli esseri umani e esplode in una furia omicida interpretata dal Master fin quando non viene abbattuto o, se catturato vivo, "rieducato".
Un'altra caratteristica apprezzata dai giocatori e dai Master è il costante rischio di morte, caratteristico della letteratura cyberpunk ed enfatizzato dal sistema di combattimento, battezzato FSS, Febbre del Sabato Sera (FNFF, Friday Night FireFight in originale). A differenza di quanto avviene in altri sistemi di combattimento, nella FSS il rischio di morte non è soggetto a drastici cambiamenti man mano che il personaggio acquisisce esperienza: indipendentemente dal personaggio, un unico scontro a fuoco - persino un'unica pallottola - può essere letale. Questo favorisce un gioco più tattico e accorto e permette combattimenti ad alto tasso di letalità, conformi all'etica spietata propria del genere letterario.

## Edizioni

### Prima edizione:Cyberpunk
Pubblicati dalla R.Talsorian Games:
- Mike Blum, Colin Fisk, Dave Friedland, Will Moss, Mike Pondsmith, Scott Ruggels (1988). Cyberpunk. ISBN 0-937279-05-6. Edizione in scatola contenente tre manuali View from the edge: The Cyberpunk Handbook, Friday Night Firefight, Welcome to Night City: A sourcebook fpr 2013.
- Colin Fisk, David Friedland, Will Moss, Mike Pondsmith, Derek Quintanar, Scott Ruggels (1989). Solo of Fortune. ISBN 0-937279-06-4. Supplemento dedicato ai solitari.
- Edward Bolme, Michael MacDonald, Craig Sheeley, Ross Winn (1992). Home of the Brave. ISBN 0-937279-36-6. Supplemento che dettaglia gli Stati Uniti del XXI secolo.
- William Moss (1994). Land of the Free. ISBN 0-937279-38-2. Set in scatola, avventura da una costa all'altra degli Stati Uniti
- Dave Ackerman, Mike Pondsmith, Glenn Wildermuth (1989). Near Orbit. ISBN 0-937279-08-0. Supplemento che descrive la vita nello spazio, comprende un'avventura su una stazione orbitale.
- David Ackerman, Colin Fisk, Will Moss, Mike Pondsmith, Scott Ruggels, Sam Shirley, Glenn Wildermuth (1989). ISBN 0-937279-10-2. Rockerboy. Supplemento dedicato ai rocker.

### Seconda edizione:Cyberpunk 2020
Pubblicati dalla R.Talsorian Games:
- Mike Blum, Colin Fisk, Dave Friedland, Will Moss, Mike Pondsmith, Scott Ruggels (1990). Cyberpunk 2020. ISBN 0-937279-13-7. Seconda edizione, vincitore dell'Origins Award 1989 come Best Science-Fiction Role-Playing Game.[4]
- Chris W. Young (1990). Data Screen 2.0.2.0.. ISBN 0-937279-16-1. Schermo del master, include un'avventura su una stazione orbitante e un foglio di errata.
- AA.VV. (1991). Chromebook. ISBN 0-937279-17-X. Supplemento, il primo di una serie di cataloghi di cyberware (dispositivi innestabili), armi ed altri "oggetti" con cui personalizzare i propri personaggi.
- Edward Bolme, Colin Fisk, Mike MacDonald, Will Moss, Lisa Pondsmith, Mike Pondsmith, Sam Shirley, John Smith, Anders Swensen (1991). Night City. ISBN 0-937279-11-0. Supplemento che dettaglia la città di Night City.
- William Moss (1991). Corporation Report 2020. ISBN 0-937279-18-8. Supplemento sulle corporazioni Arasaka e International Electric
- William Moss (1991). Tales from the Forlorn Hope. ISBN 0-937279-21-8. Raccolta di avventure incentrate sulla fratellanza dei solitari di Forlon Hope.
- Mark Galeotti (1991). Eurosource. ISBN. Supplemento dedicato all'Europa.
- William Moss (1992). Corporation Report 2020 Vol. 2. ISBN 0-937279-20-X. Supplemento sulle corporazioni Lazarus Military Group e Militech.
- William Moss (1992). Corporation Report 2020, Vol. 3. ISBN 0-937279-24-2. Supplemento sulle corporazioni Petrochemical Associates International e Soviet World Oil Industries.
- AA.VV. (1992). Chromebook 2. ISBN 0-937279-29-3.
- Mike LaBossiere, Geoff Pass (1992). Protect and Serve. Supplemento dedicato ai poliziotti.
- AA.VV. (1993). Chromebook 3. ISBN 0-937279-49-8.
- Scott Hedrick, Chris Young (1993). Deep Space. ISBN 0-937279-35-8. Supplemento, seguito di Near Orbit, estende la cronologia al 2025.
- Mark Colborn, Derek Quintanar, Craig Sheeley (1993). Maximum Metal. ISBN 0-937279-34-X. Supplemento su veicoli ed equipaggiamento militare.
- Mike Roter, Benjamin Wright (1993). Wildside. ISBN 0-937279-42-0. Supplemento sui cyberpunk e la vita nei bassifondi.
- Paul Duncanson, Chris Pasquarette (1994). Pacific Rim Sourcebook. ISBN 0-937279-46-3. Supplemento sulle nazioni che si affacciano sull'Oceano Pacifico Hawaii, Cina, Giappone e Nuova Zelanda.
- Mike LaBossiere, Will Moss, Craig Sheeley, Scott Taylor, Ross Winn, Benjamin Wright (1994). Solo of Fortune. ISBN 0-937279-58-7. Supplemento dedicato ai solitari.
- Eric Oppen, Ross Winn (1994). Neo Tribes. ISBN 0-937279-72-2. Supplemento sui nomadi del Nord America.
- Mark Galeotti, Jean-Michel Ringuet, Magnus Seter (1993). Eurotour. ISBN 0-937279-22-6. Avventura ambientata in Europa.
- David Ackerman, Edward Bolme, Derek Quintanar, Steve Sabram (1993). Rache Bartmoss' Guide to the Net. ISBN 0-937279-39-0. Supplemento che descrive le varie zone della rete
- Eric Heisserer, Craig Neeley, Mike Pondsmith, Mike Roter, Ross Winn, Charlie Wong, Benjamin Wright (1994). Listen Up, You Primitive Screwheads. ISBN 0-937279-45-5. Guida per il master
- Alexander Blair, Matt Channell, Amanda Chapman, Ryk Coleman, Bruce Craig, Nick Gillott, John Rowley, Jos Williams (1994). Rought Guide to the UK. ISBN 0-937279-47-1. Supplemento sul Regno Unito.
- Andrew M. Borelli, Michael G. Nelson, Scott Taylor (1995). Edgerunners Inc.. ISBN 0-937279-63-3. Supplemento, che dettaglia personaggi non giocanti pronti da usare per il master.
- Steve Gill, Florian Merx, Jose Ramos (1995). Eurosource Plus. ISBN 0-937279-67-6. Supplemento dedicato all'Europa.
- Steph Brochu, Will Moss, Mike Rotor, Lisa Smedman (1996). Live and Direct. ISBN 0-937279-71-4. Supplemento dedicato ai giornalisti e al mondo dei media.
- AA.VV. (1996). Chromebook 4. ISBN 0-937279-81-1
- David Ackerman-Gray, Edward Bolme, Derek Qunitanar, Anthony Seville, Craig Sheeley, Benjamin Write (1997). Firestorm: Stormfront. ISBN 0-937279-83-8. Avventura, inizio della quarta guerra corporativa, le due corporazioni Arasaka e Militech si contendono apertamente il mercato delle armi.
- David Ackerman-Gray, Edward Bolme, Mike Pondsmith, Craig Sheeley, Chris Williams, Benjamin Wright (1996). Rache Bartmoss' Brainware Blowout. ISBN 0-937279-84-6. Supplemento dedicato all'hardware e software per netrunner.
- David Ackerman-Gray, Bruce Harlick, Craig Sheeley, Scott Taylor (1997). Firestorm: Shockwave. ISBN 0-937279-85-4. Seconda parte della quarta guerra corporativa.

### Terza edizione:Cyberpunk V3.0
Pubblicati dalla R. Talsorian Games, la linea temporale viene avanzata al 2030 e il sistema di gioco diventa Fuzion:
- Mike Blum, Colin Fisk, Dave Friedland, Will Moss, Mike Pondsmith, Scott Ruggels (2005). Cyberpunk. ISBN 1-891933-03-5.
- Ken MacKriell, Mike Pondsmith (2008). Beyond the Edge. ISBN 978-1-891933-22-6.
- Mike Pondsmith (2006). Flashpak. Supplemento con schermo del master, riassunto delle regole e nuovi equipaggiamenti.
- James Carpio (2007). Gangbook. ISBN 978-1-891933-17-2. Raccolta di personaggi non giocanti.

### Quarta edizione:Cyberpunk Red
Pubblicati dalla R. Talsorian Games, ambientato nel 2045, segue gli eventi di Cyberpunk 2020 e funge da prequel al videogioco Cyberpunk 2077 di CD Projekt RED.
Lanciato alla Gen Con 2019 una prima versione denominata Cyberpunk Red Jumpstart Kit e pubblicato in Italia da Need Games! Al suo interno troviamo il Rule Book, un volumetto di quarantaquattro pagine contenente il regolamento semplificato di Cyberpunk Red, e il World Book, un volumetto di cinquantuno pagine contenente le informazioni essenziali sull’ambientazione di Cyberpunk Red, oltre a una serie di consigli per il master, un’avventura già pronta e una serie di spunti per costruire altre avventure.

## Ambientazioni alternative

### Hardwired
Ambientazione alternativa basata sul romanzo Guerrieri dell'interfaccia di Walter Jon Williams.
- Walter Jon Williams (1989). Hardwired. ISBN 0-937279-07-2.

### Cybergeneration
Linea temporale alternativa di Cyberpunk 2020 ambientata nel 2027 basata pesantemente sul concetto e sull'applicazione della nanotecnologia. Una nanopiaga sta mutando e modificando i giovani, che vengono spinti ai margini della comunità dalle paure di una società che ne teme drammaticamente i poteri. Originariamente fu pubblicato come un supplemento per Cyberpunk 2020 ma più tardi fu ripubblicato come gioco a sé stante.
- David Ackerman, Edward Bolme, Mike Pondsmith, Karl Wu (1993). CyberGeneration. R.Talsorian Games. ISBN 0-937294-04-7.
- David Ackerman, Edward Bolme, Mike Pondsmith (1993). (1993). Bastille Day. R.Talsorian Games. ISBN 0-937279-41-2. Avventura introduttiva
- David Ackerman, Edward Bolme, Mike Pondsmith, Karl Wu (1995). CyberGeneration REvolution 2. R.Talsorian Games. ISBN 0-937279-74-9. Seconda edizione, comprende regole per generare anche personaggi adulti
- David Ackerman, Edward Bolme (1993). EcoFront. R.Talsorian Games. ISBN 0-937279-50-1. Supplemento dedicato agli ecoguerriglieri.
- David Ackerman, Edward Bolme, Eric Heisserer, Will Moss, Justin Schmid (1994). Media Front. R.Talsorian Games. ISBN 0-937279-52-8. Supplemento dedicati ai media e al loro uso nella lotta contro il governo.
- David Ackerman, Edward Bolme, Eric Heisserer (1995). VirtualFront. ISBN 0-937279-57-9. Supplemento sulla rete mondiale e i computer.
- Jonathat Lavallee, Bryan Schmidt (2004). Researching Medicine. Firestorm Ink. Supplemento
- David Ackerman-Gray, Edward Bolme, Wade Racine, Craig Sheeley (2005). Generation Gap. Firestorm Ink. Parte del materiale è stato scritto negli anni novanta, prima della chiusura della linea.
- David Herber, Jonathan Lavallee, Bartlett Meeks (2009). Mile High Dragon. Firestorm Ink. ISBN 978-0-9734049-3-7. Pubblicato solo come PDF

### When Gravity Falls
Ambientazione alternativa basata sul romanzo Senza tregua di George Alec Effinger:
- David Ackerman, Chris Hockabout, William Moss, Chris Williams (1992). When Gravity Falls. ISBN 0-937279-12-9

### Starblade Battalion
Starblade Battalion, è un'ambientazione correlata al gioco Mekton della R. Talsorian, situata in un futuro più distante (il 2180) di quello dell'ambientazione standard di Cyberpunk 2020 in cui la tecnologia delle tute potenziate si è evoluta in robot giganti alti 15 metri. Nel periodo trascorso la Terra ha sofferto un disastro ecologico chiamato "Ecocollapse" ed è ora controllata da un governo totalitario chiamato United Stellar States Alliance. Le colonie interstellari dell'umanità sono controllate da un manipolativo governo corporativo chiamato Pleiades Confederacy'. L'ambientazione di Starblade Battalion ha diverse somiglianze con quella classica di Gundam, particolarmente nel fatto che nessuno dei due gruppi antagonisti è particolarmente "buono" e che la divisione primaria è "la mia fazione" e "la loro fazione."

## Edizioni italiane
La Stratelibri ha pubblicato la serie in due volumi Solitario di Ventura (edizione italiana di Solo of Fortune), strutturata sulla falsariga di una rivista specializzata: raccoglie approfondimenti sulle armi e sulla classe del Solitario. Sono anche stati pubblicati vari volumi di spunti per avventure e avventure pre-costruite, quasi tutti da Stratelibri, tra gli altri: Forlhorn Hope (traduzione italiana di Tales from the Forlorn Hope) dal nome di un locale nella fittizia Night City in cui si svolge gran parte dell'azione del manuale base e Libera Prigione di Valle della Morte, dedicato ad un penitenziario nel deserto.
Sempre la Stratelibri ha pubblicato Creature della Notte un supplemento in cui vengono introdotti nel mondo di Cyberpunk 2020 vampiri e licantropi.
Nel 2008 Stratelibri ha pubblicato l'edizione V3 del regolamento.

### Nathan Never Cyberpunk 2020
Nathan Never Cyberpunk 2020 è un supplemento al gioco originale Cyberpunk 2020 edito da Stratelibri, che permette di ambientare le proprie avventure nel mondo di Nathan Never, personaggio della Bonelli, così come concepito dagli autori del supplemento sulla base delle informazioni note all'epoca. Questo modulo introduce nuove classi, nuovi veicoli e due avventure pronte da giocare. Le nuove classi sono quattro: l'Agente Alfa, Il Tecnico Alfa, il Pilota di Esoscheletri e il Pilota Interplanetario. Le armi e i veicoli di Nathan Never, compresi i flyer e gli esoscheletri potenziati, sono stati introdotti al fianco di un regolamento utile a gestire gli scontri tra queste macchine, tratto dall'originale espansione inglese Maximum Metal. Le due avventure sono: L'Esame e Guerra alla Yakuza, una lunga avventura con Nathan Never stesso tra i protagonisti.

## Videogiochi
Nel 2007 Mayhem Studio pubblica il videogioco Cyberpunk: The Arasaka's Plot per la piattaforma J2ME.
All'E3 del 2012 la software house CD Projekt RED STUDIO ha annunciato la lavorazione di un videogioco basato su Cyberpunk2020 denominato Cyberpunk 2077 con la collaborazione dell'autore Mike Pondsmith. È stato pubblicato il 10 gennaio 2013 il primo teaser trailer sul videogioco, per poi essere rilasciato il 10 dicembre 2020 su Xbox One, PlayStation 4, Google Stadia, Microsoft Windows e successivamente su Xbox Series X/S e PlayStation 5.